# NGC 3415
NGC 3415 is een spiraalvormig sterrenstelsel in het sterrenbeeld Grote Beer. Het hemelobject werd op 15 januari 1788 ontdekt door de Duits-Britse astronoom William Herschel.

## Synoniemen
- UGC 5969
- MCG 7-22-72
- ZWG 212.62
- ZWG 213.1
- IRAS 10488+4358
- PGC 32579